# Dina Koricka
Dina Koricka, ros. Дина Корицкая  (ur. 22 lutego 1975 w Krasnodarze) – rosyjska siedmioboistka.
Podczas letnich igrzysk olimpijskich w 2000 r. w Sydney zajęła 15. miejsce. Wcześniej była brązową medalistką młodzieżowych mistrzostw Europy z 1997 w Turku. Halowa mistrzyni Rosji w pięcioboju z 2000. 
Jej najlepszy wynik wynosi 6401 pkt., osiągnęła go w lipcu 2000 r. w Tule (Rosja).